# Haima 3
Haima 3 — компактный автомобиль, выпускавшийся китайской компанией Haima с 2007 по 2013 год.

## Описание
Haima 3 был разработан на той же платформе, что и девятое поколение Mazda Familia/323, однако кузов во многом имеет сходства с Mazda3. Автомобиль оснащался бензиновыми двигателями объёмом 1,6—1,8 л, каждый из которых сочетался в паре с пятиступенчатой механической трансмиссией, либо с вариатором.

В 2011 году автомобиль прошёл фейслифтинг и стал называться Haima Family. Ценовой диапазон стал варьироваться от 79800 до 84800 юаней.

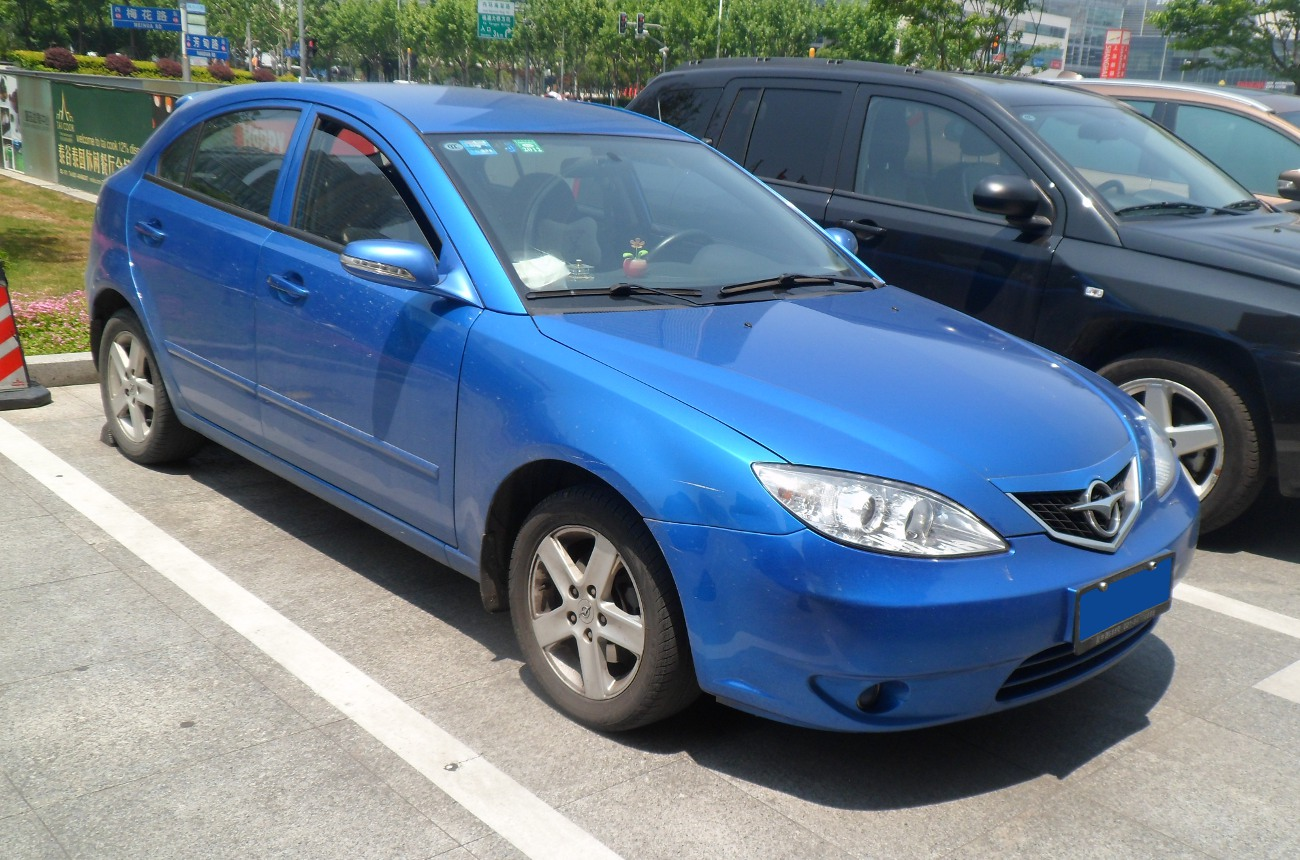
Хетчбэк, вид спереди
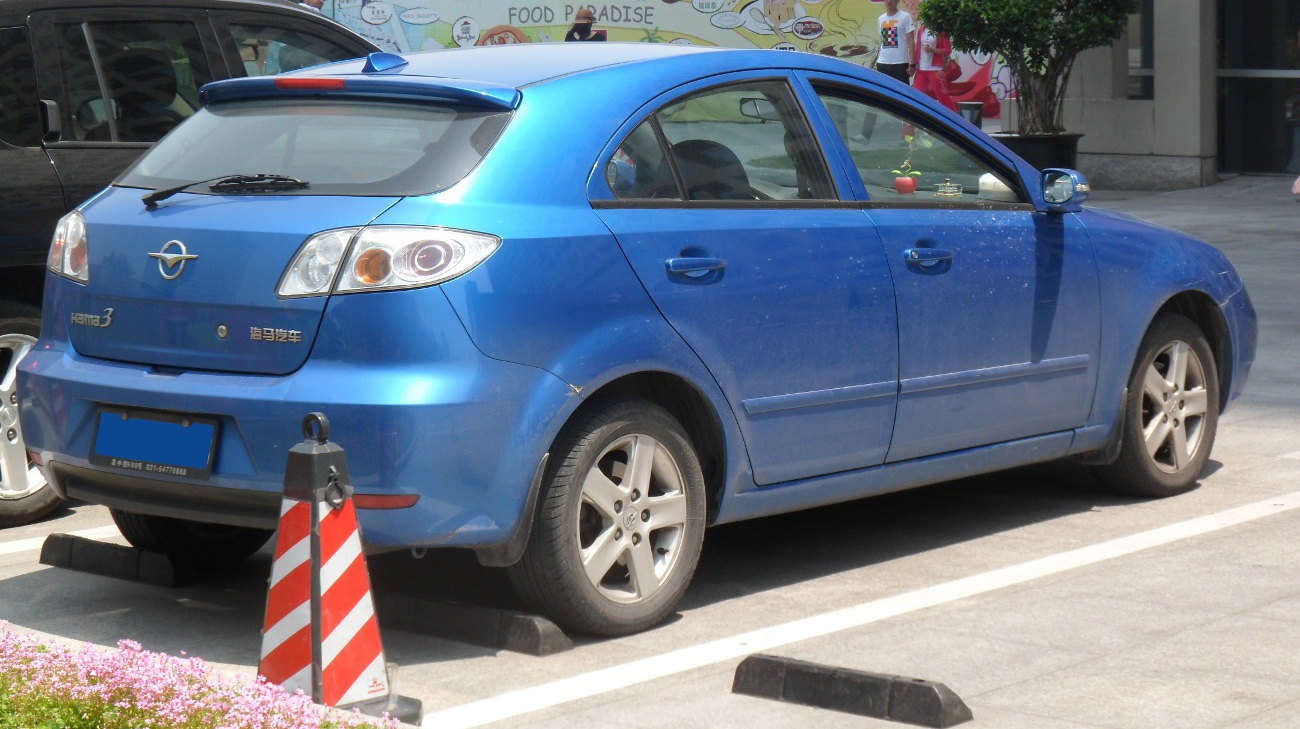
Хетчбэк, вид сзади
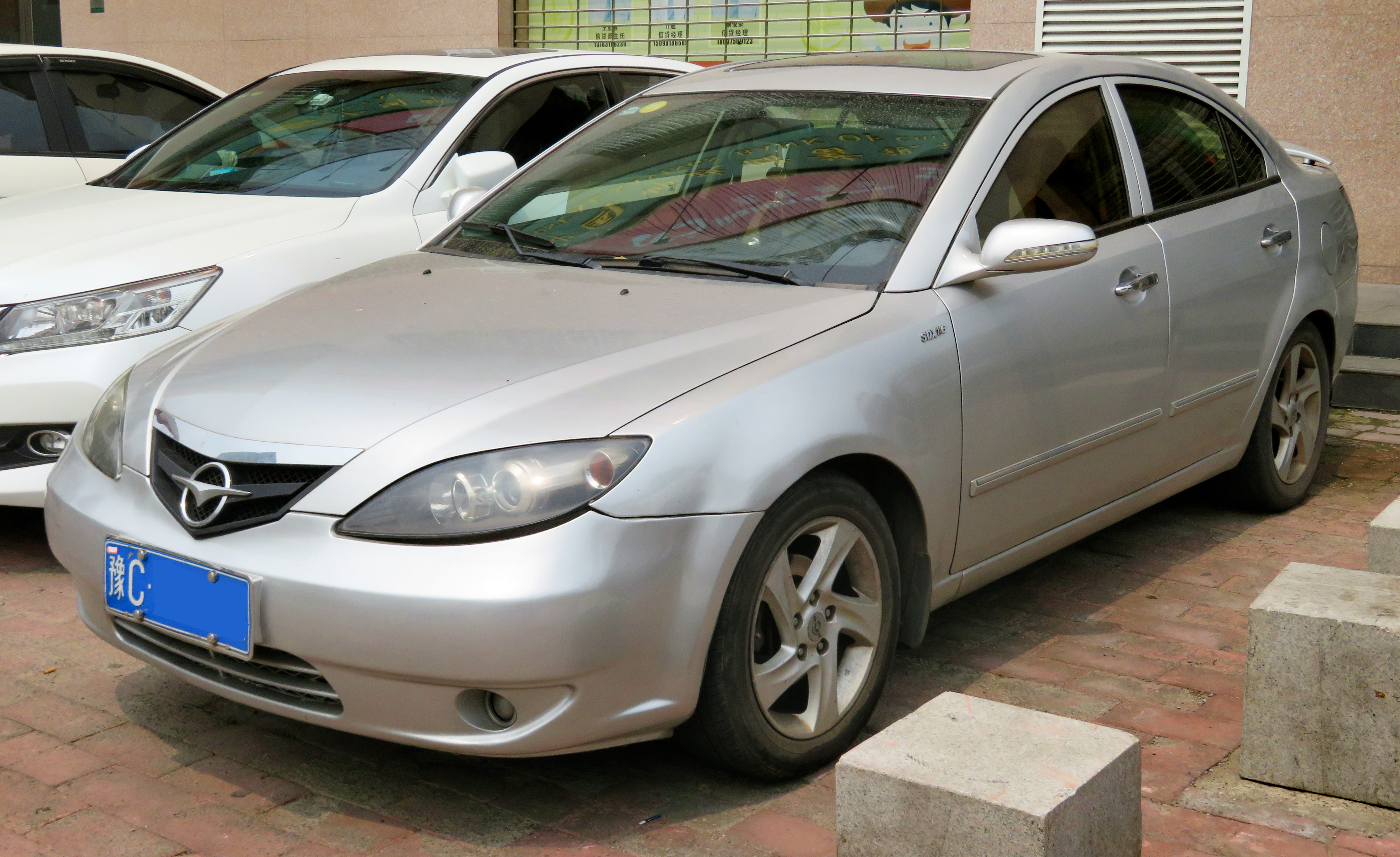
Седан, вид спереди
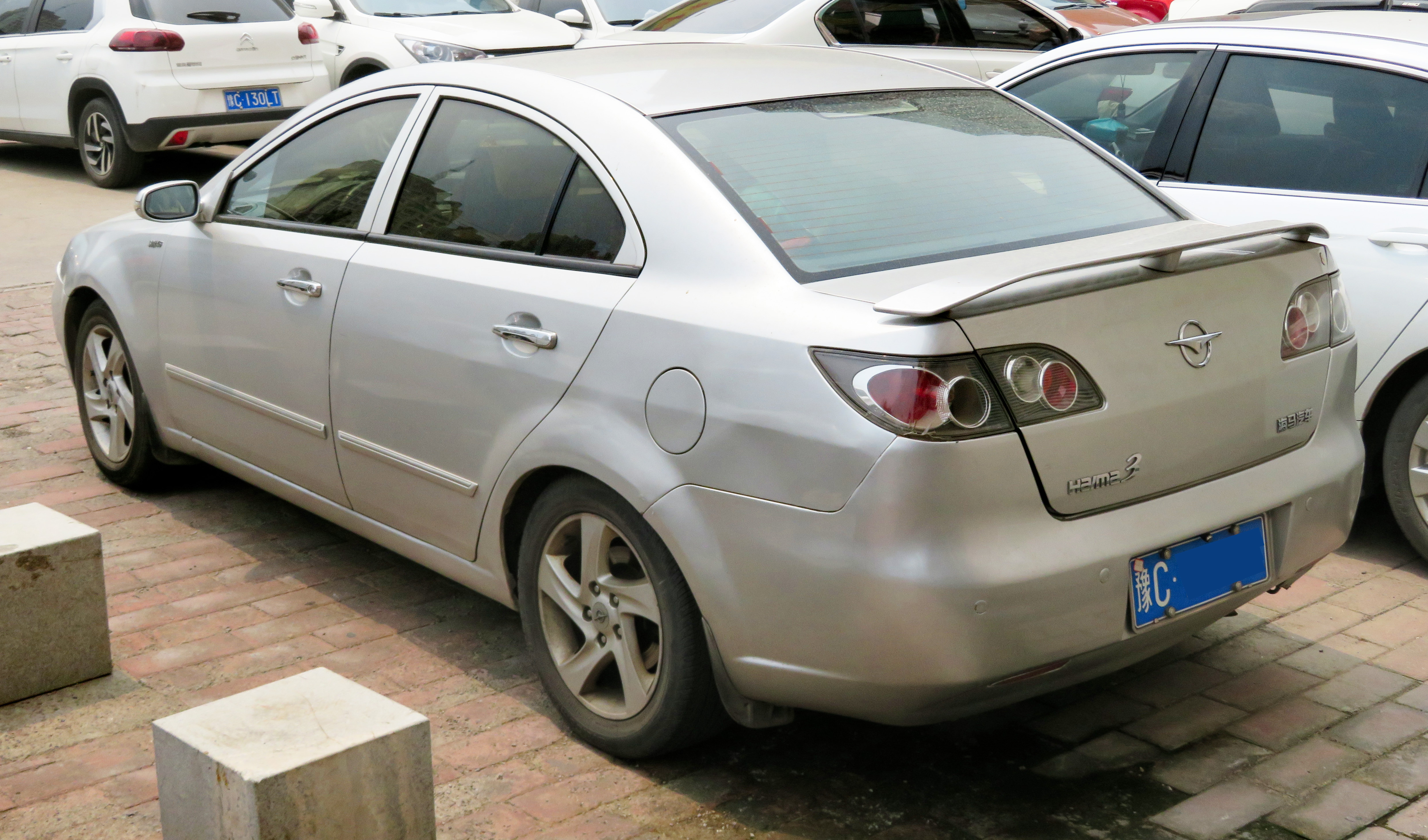
Седан, вид сзади